# Elasmus orientalis
Elasmus orientalis är en stekelart som beskrevs av Khokhar, Ahmed och Qadri 1971. Elasmus orientalis ingår i släktet Elasmus och familjen finglanssteklar.
Artens utbredningsområde är Pakistan. Inga underarter finns listade i Catalogue of Life.